# Neoferonia
Neoferonia is een geslacht van kevers uit de familie van de loopkevers (Carabidae). De wetenschappelijke naam van het geslacht is voor het eerst geldig gepubliceerd in 1940 door Britton.

## Soorten
Het geslacht Neoferonia omvat de volgende soorten:
- Neoferonia ardua (Broun, 1893)
- Neoferonia edax (Chaudoir, 1878)
- Neoferonia fossalis (Broun, 1914)
- Neoferonia integrate (Bates, 1878)
- Neoferonia prasignis (Broun, 1903)
- Neoferonia procerula (Broun, 1886)
- Neoferonia prolixa (Broun, 1880)
- Neoferonia straneoi Britton, 1940
- Neoferonia truncatula (Broun, 1923)